# Fronta komunistične mladine
Fronta komunistične mladine (kratica FKM; italijansko Fronte della Gioventù Comunista, FGC) je skrajno levo usmerjena italijanska mladinska politična organizacija. FKM je bila ustanovljena 10. junija 2012.
Organizacija sodeluje na volitvah predstavnikov dijakov na univerzah. Je med promotorji različnih študentskih prireditev v Italiji.
Leta 2016 je FKM sklenila akcijski pakt s Komunistično partijo in ga nato 12. marca 2020 začasno ustavila. FKM je obtožila KP in generalnega sekretarja Marca Rizza »individualizma« in »oportunizma«. V obdobju sodelovanja je FKM ohranila organizacijsko avtonomijo pri upravljanju članstva članov in svojih uradnih informacijskih teles.
Od leta 2021 FKM sodeluje s Komunistično fronto (Fronte Comunista), marksistično-leninistično organizacijo.
Leta 2022 bo potekal tretji vsedržavni kongres v Rimu.

## Gverila - komunistični tabor
Vsako poletje FKM organizira na morju »Guerrilla - campeggio comunista«. Prva izdaja je potekala leta 2014 v Roccelli Ionica, v Kalabriji, zadnja pa, zaradi pandemije COVID-19, je bila leta 2019.